# Cantonul Bondy-Sud-Est
Cantonul Bondy-Sud-Est este un canton din arondismentul Bobigny, departamentul Seine-Saint-Denis, regiunea Île-de-France, Franța.

## Comune
| Comune                 | Populație (1999) | Cod poștal | Cod INSEE |
| ---------------------- | ---------------- | ---------- | --------- |
| Bondy, commune entière | 53 051           | 93 140     | 93 010    |